# Ліщини (Перемишльський повіт)
Ліщини (пол. Leszczyny) — село в Польщі, у гміні Фредрополь Перемишльського повіту Підкарпатського воєводства, у межах етнічної української території Надсяння.
Населення — 41 особа (2011).

## Географія
Розташоване за 9 км на південний захід від Фредрополя, за 18 км на південь від повітового центру Перемишля, за 66 км на південний схід від воєводського центру Ряшева і за 3 км від польсько-українського кордону.

## Історія
До 1772 р. село належало до Перемишльської землі Руського воєводства Королівства Польського.
У 1772 році після першого розподілу Польщі ввійшло до провінції Королівство Галичини та Володимирії імперії Габсбургів, у 1787 р. в селі заснована німецька колонія. В 1880 р. було 6 мешканців у панському дворі та 227 жителів у селі (всі — греко-католики, за винятком 20 римо-католиків), село належало до Добромильського повіту.
Після розпаду Австро-Угорщини і утворення 1 листопада 1918 р. Західноукраїнської Народної Республіки це переважно населене українцями село Надсяння було окуповане Польщею. На 1.01.1939 в селі було 360 мешканців (з них 330 українців-грекокатоликів, 15 українців-римокатоликів, 10 поляків і 5 юдеїв). Село входило до ґміни Новосюлкі Дидинскє Добромильського повіту Львівського воєводства.
Після початку Другої світової війни 13 вересня 1939 року війська Третього Рейху увійшли в село, та після вторгнення СРСР до Польщі 27 вересня увійшли радянські війська і Ліщини, що знаходяться на правому, східному березі Сяну, разом з іншими навколишніми селами відійшли до СРСР та ввійшли до складу утвореної 27 листопада 1939 року Дрогобицької області УРСР (обласний центр — місто Дрогобич).
З початком німецько-радянської війни 27 червня 1941 року село було зайняте військами вермахту. В кінці липня 1944 року село було зайняте Червоною Армією. Від 13 серпня 1944 почалася примусова мобілізація українців до Червоної Армії.
В березні 1945 року Ліщини, як і весь Бірчанський район з районним центром Бірча, Ліськівський район з районним центром Лісько та західна частина Перемишльського району включно з містом Перемишль зі складу Дрогобицької області передано Польщі. Після цього було здійснено етноцид українців — виселення українців у СРСР та на ті території в західній та північній частині польської держави (так звані повернені території), що до 1945 належали Німеччині (операція Вісла).
У 1975-1998 роках село належало до Перемишльського воєводства.

### Церква
Дерев’яна церква св. Миколая збудована в 1886 на місці попередньої з 1816 р, була парафіяльною, належала до Добромильського деканату Перемишльської єпархії УГКЦ. Церква після виселення українців перетворена на костел.

## Демографія
- 1785 — 155 греко-католиків, 10 римо-католиків, 5 юдеїв
- 1840 — 220 греко-католиків
- 1859 — 190 греко-католиків
- 1879 — 196 греко-католиків
- 1899 — 224 греко-католики
- 1926 — 281 греко-католик
- 1938 — 296 греко-католиків

Демографічна структура станом на 31 березня 2011 року:
|          | Загалом | Допрацездатний вік | Працездатний вік | Постпрацездатний вік |
| -------- | ------- | ------------------ | ---------------- | -------------------- |
| Чоловіки | 23      | 3                  | 19               | 1                    |
| Жінки    | 18      | 2                  | 12               | 4                    |
| Разом    | 41      | 5                  | 31               | 5                    |